# Tom Clancy's Rainbow 6: Patriots
Tom Clancy's Rainbow 6: Patriots é um jogo eletrônico cancelado do gênero tiro em primeira pessoa tático da série Rainbow Six. Patriots foi anunciado na edição de Dezembro de 2011 da revista Game Informer e tinha data original de lançamento para 2013. Seria publicado pela Ubisoft e estava sendo desenvolvido pelos estúdios da Red Storm Entertainment e Ubisoft Montreal, com apoio adicional da Ubisoft Toronto.
Patriots foi cancelado depois de ter sido anunciado em 2011. A Ubisoft começou a produzir um novo jogo, Tom Clancy's Rainbow Six Siege.

## Premissa
Similar aos jogos anteriores da série, Rainbow 6: Patriots era pra ser um jogo baseado num esquadrão de unidades táticas. O grupo RAINBOW  é chamado a cidade de Nova York para lidar com um grupo terrorista que se auto-denominam "os verdadeiros patriotas". Além de explorar o dramatismo, Rainbow 6: Patriots deverá inovar elementos de sua jogabilidade, como a possibilidade de acionar táticas por meio de apenas um toque no botão, assim a equipe poderá fazer de modo automático o que for mais adequado ao contexto.

## Desenvolvimento
Em março de 2012, foi anunciado que o diretor criativo David Sears, o escritor Richard Rouse III, o líder de design Philippe Therien, e diretor de animação Brent George foram todos retirados da equipe de desenvolvimento. Além de não haver novos anúncios até novembro, o CEO da Ubisoft, Yves Guillemot, informou que o jogo ainda estava em desenvolvimento, mas disse que "há uma boa chance de ser adiado para a nova geração de consoles. A versão para Microsoft Windows será a primeira a não usar o motor gráfico Unreal Engine, desde Rainbow Six: Vegas 2. Em Maio de 2013 foi revelado que Rainbow 6: Patriots tinha sido removido da lista de jogos para reserva da GameStop, levantando a especulação se o jogo não teria sido cancelado.
Durante a E3 2013, a Ubisoft confirmou que o jogo continua em produção e que foi movido para a oitava geração de consoles. Tal facto foi de novo confirmado na gamescom 2013 por Alain Corre, director executivo da Ubisoft.
A 9 de Junho de 2014, foi anunciado que Patriots foi cancelado porque "não iria oferecer uma experiência de próxima geração". Tom Clancy's Rainbow Six: Siege foi apresentado para substitui-lo.